# Kenichiro Tokura
Kenichiro Tokura (戸倉 健一郎 Tokura Kenichiro?), född 31 maj 1971 i Kanagawa prefektur, är en japansk före detta fotbollsspelare.
Tokura började sin karriär 1994 i Verdy Kawasaki. Med Verdy Kawasaki vann han japanska ligan 1994, japanska ligacupen 1994 och japanska cupen 1996. 1997 flyttade han till Kawasaki Frontale. Efter Kawasaki Frontale spelade han för Gamba Osaka, Kyoto Purple Sanga, Verdy Kawasaki och Shonan Bellmare. Han avslutade karriären 2001.